# Хоя на Къминг
Хоя на Къминг (Hoya cumingiana) е вид хоя от семейство олеандрови (Apocynaceae), който се среща на Филипинските острови. Наречена е на името на Хю Къминг (Hugh Cuming) – известен английски колекционер и изследовател.

## Разпространение
През 1835 г. Хю Къминг започва експедиция на Филипините, и тук на о-в Миндоро открива и хоята, наречена по-късно от Decaisne в негова чест Cumingiana.
Някои изследователи все още ги смятат като като различни форми на вида Hoya cumingiana.
Методичното унищожаване на филипинските гори, което ограничава жизненото пространство на повечето растения и ги застрашава от изчезване не се е отразило на Хоя къмингиана. Причината за това е високата плодовитост на тази хоя. Тя разпръсква многобройните си, изключително жизнеспособни семена, които могат да съхранят своята кълняемост в продължение на година.
Расте не като лиана, а като храст, опирайки дългите си клони на близките дървета. Ако наблизо няма подходяща опора, тогава клоните ѝ увисват. Тази хоя е любимка на повечето колекционери, заради очарователните си ароматни цветове, а също и заради факта, че не достига големи размери.

## Описание
Листенцата ѝ са малки (2 – 3 cm дължина и 1,5 – 2 cm ширина). Те израстват върху късите си дръжчици плътно едно до друго, като нанизани върху стеблото. Цветовете се образуват непосредствено под листните възли. Те са забележителни със своето контрастно оцветяване: златисто-жълти с пурпурна сърцевина. Отделят силен мускусен аромат (според някои колекционери аромата е цитрусов примесен с кокос). Всяко съцветие има от 8 до 10 цветчета. Издържат около седмица. След прецъфтяването цветоносите падат.
Обикновено Hoya cumingiana цъфти средата и края на лятото. В естествената си среда Hoya cumingiana вирее на варовити почви. Затова се препоръчва при стайното ѝ отглеждане в почвата да бъде вкарана вар (натрошени мидени черупки или раковини).
Hoya cumingiana трябва да бъде отглеждана на ярка светлина, без да се излага на пряко слънце.
Полива се умерено, понася кратки периоди на засушаване. Оптимална температура 20-25 С. Зимата – около 10С. Hoya cumingiana се отнася към групата Plocostemma.

## Любопитни факти
Името на Къминг носят още Podochilus cunmigii и Coelogyne cumingii. А Vanda lamellata, Dendrobium anosmum, Dendrobium superbum, Grammatophyllum scriptum, Phalaenopsis ambilis var Aphrodite са само част от видовите орхидеи въведени благодарение на неговия колекционерски труд.